# 马向涛
马向涛，出生于中国北京，北京大学外科学博士学位，研究员/副主任医师。目前任中国癌症基金会肿瘤人文协作组副组长及《肿瘤防治研究》与《肿瘤研究与临床》杂志编委，翻译或审校了《癌症传》、《基因传》等多部医学科普书籍，科普讲座主讲人。

## 生平
马向涛于2002年获得北京大学外科学博士学位。从事外科肿瘤学临床与基础研究，同时翻译了近百万字医学科普专著。2015年起投入到医疗帮扶工作中，曾多次带队深入受援地区。2021年荣获“全国脱贫攻坚先进个人”。

## 职业生涯
北京市海淀区医院管理中心副主任

## 人物荣誉
- 全国脱贫攻坚先进个人[7]
- 北京市扶残助残先进个人[9]
- 北京市扶贫协作突出贡献奖[10]

## 主要译作
| 书名                       | 出版社         | 出版时间  | ISBN          |
| -------------------------- | -------------- | --------- | ------------- |
| 《癌症传：众病之王》       | 中信出版社     | 2022年1月 | 9787521714319 |
| 《基因传：众生之源》       | 中信出版社     | 2018年1月 | 9787508682426 |
| 《认识身体》               | 中信出版社     | 2018年6月 | 9787508688268 |
| 《肿瘤临床试验》（第三版） | 人民军医出版社 | 2016年3月 | 9787509188194 |

### 参与审校
| 书名           | 出版社     | 出版时间 | ISBN          |
| -------------- | ---------- | -------- | ------------- |
| 《外科的诞生》 | 中信出版社 | 2021.9   | 9787521731576 |

## 电视节目
- 《我要当医生》20210207全球消除宫颈癌[11]

## 科普讲座
- 首都科学讲堂 第510期《癌症的演化与人类文明》[12]
- 首都科学讲堂第525期《基因与遗传疾病》[13]
- 2018年10月20日 北京自然博物馆：“时空之旅：从鱼到人的生命变迁”[14]

## 外部連結
- 马向涛的Facebook專頁
- 马向涛的新浪微博
- 北京大学 新闻网 ：功成有我：北京大学多位校友荣获“全国脱贫攻坚先进个人”称号 （页面存档备份，存于）